# 五流尊瀧院

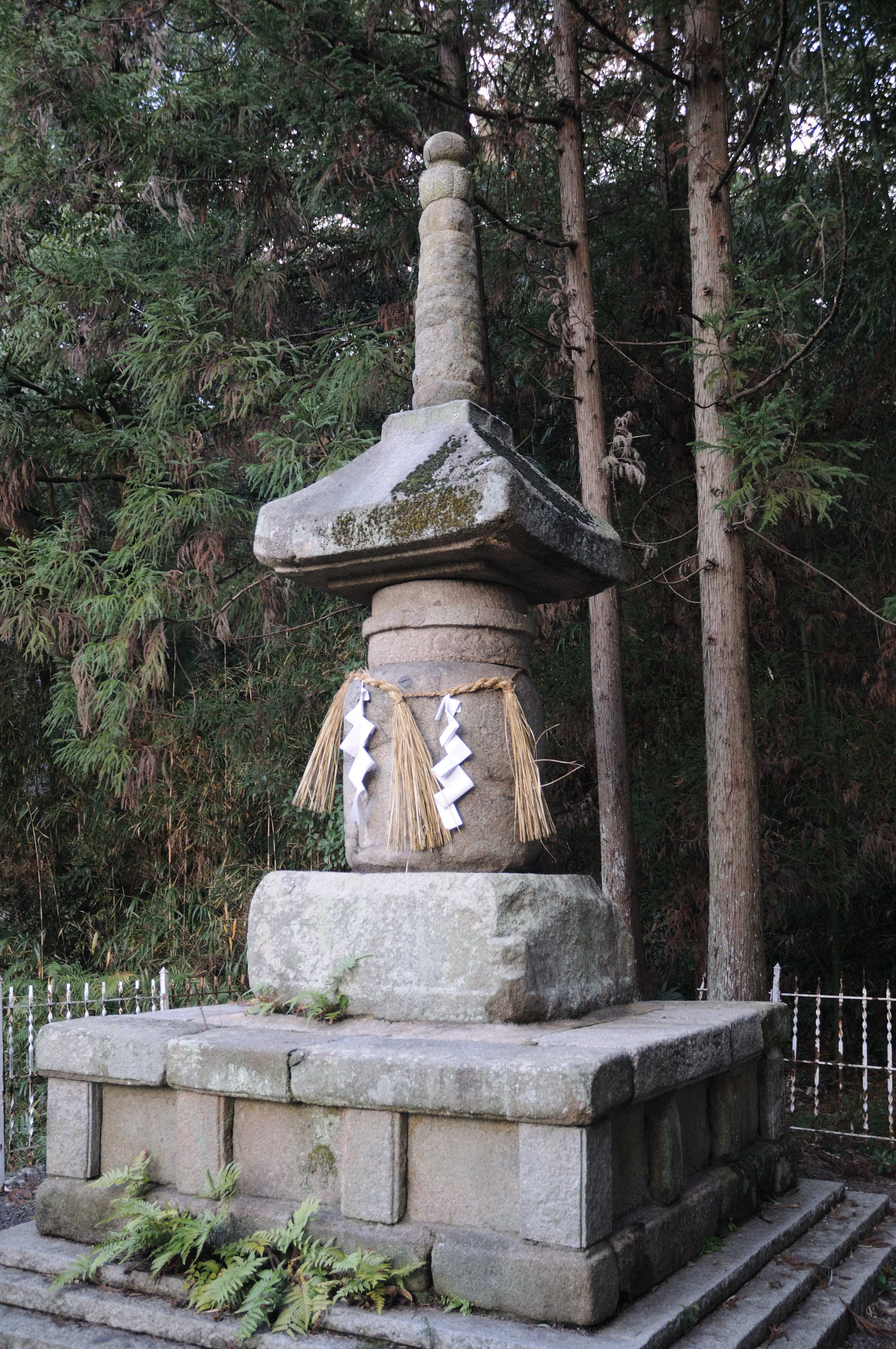
宝塔（後鳥羽上皇御影塔）
（国の重要文化財）

五流尊瀧院（ごりゅうそんりゅういん）は岡山県倉敷市林に所在する修験道の寺院。本尊は十一面観音。天台修験系の一宗派である「修験道」の総本山である。管長は慶應義塾大学名誉教授の宮家準。

## 概要
修験道の祖と言われる役小角（役行者）は文武天皇3年（699年）朝廷より訴追を受け、熊野本宮に隠れていたが伊豆大島に配流された（続日本紀）。役行者について正史が伝えることは以上であるが、伝承によれば、この際、義学・義玄・義真・寿玄・芳玄ら5人の弟子達を中心に熊野本宮大社の御神体を捧持したとされる。彼らは3年にわたり各地を放浪し、役小角が赦免となった大宝元年（701年）3月、神託を得て現在の熊野神社の地に紀州熊野本宮を遷座し、5人の高弟それぞれが尊瀧院、大法院、建徳院、報恩院、伝法院の五流の寺院を建造した。中でも尊瀧院が中心寺院となった。
奈良時代に入ると皇室の熊野崇敬と相まって天皇の崇敬を受け、天平12年（740年）聖武天皇が児島一円を社領として寄進した。天平宝字5年（761年）には紀州熊野と同様の社殿（十二社権現宮）を整え、付近の木見に諸興寺と新宮を、山村に由伽寺と那智宮（現・蓮台寺、由加神社）を建て新熊野三山とした。
熊野神社と修験道の寺院が一体となった神仏習合の形態を取る宗教施設として栄えたが、平安時代中期以降は衰微した。
承久3年（1221年）承久の乱が勃発し、三井寺長吏であった後鳥羽上皇の皇子・覚仁親王が難を逃れてこの地に下った。更に、敗れて隠岐に遠島となった後鳥羽上皇に連座して、上皇の第4皇子頼仁親王が児島に配流となった。頼仁親王は衰退していた五流の寺院と十二社権現宮を再興し、南北朝の頃まで繁栄し次第に衰微し尊瀧院のみが残った。なお、現在まで続いている当院の歴代大僧正は頼仁親王の子孫と伝えられる。南北朝時代に後醍醐天皇を奪還しようと試みた児島高徳はこの地の出身と伝えられ、境内には児島高徳社が祀られている。
現在の五流尊瀧院は倉敷市立郷内小学校北に隣接しているが、元来は400メートルほど北の真浄院北側にあり熊野神社と隣接していたと伝えられている。現在も三重塔、鐘楼などは熊野神社境内に接して建つ。
室町時代になり応仁の乱が勃発すると、この地も戦乱に巻き込まれた。応仁3年（1469年）には細川勝元方に加担した覚王院の円海を中心とした兵により新熊野は焼き討ちにあい、ほぼ全焼した。
明治時代になると神仏分離令により、十二社権現は熊野神社となり五流尊瀧院と分離した。明治5年（1872年）修験道の廃止に伴い天台宗寺門派に属する。太平洋戦争終結後、天台宗より独立し、修験道総本山となる。
2003年（平成15年）9月、明和5年（1768年）建造の修験者の寄宿所である長床（熊野神社拝殿）を失火により全焼。2007年（平成19年）10月に再建した。

## 文化財

### 国指定重要文化財
- 石造宝塔（後鳥羽上皇御影塔）
仁治元年（1240年）前年に死去した後鳥羽上皇の一周忌供養のため頼仁親王と覚仁親王により熊野神社南方に供養塔を建立したとされる。伝承によれば中には上皇の分骨が安置されている。同時に廟堂・経堂が建造されたが応仁3年（1469年）の戦火で焼失した。なお、「宝塔」とは円筒形の塔身に宝形造の屋根を架けた形式の塔婆を指す。1956年（昭和31年）6月28日指定。

### 岡山県指定重要文化財
- 三重塔
文政3年（1820年）建立、本瓦葺、高さ 21.5メートル。熊野神社境内南に隣接して建つ。1974年（昭和49年）5月31日指定。指定名称は「尊龍院ほか4か院三重塔」。
- 梵鐘
康正3年（1457年）釈元柔の発願により鋳造の銘がある。総高129.4センチメートル、口径70.0センチメートル。熊野神社境内南に隣接して建つ鐘楼に懸る。1974年（昭和49年）5月31日指定。
- 木造十一面観音立像
当院の本尊。鎌倉時代以降の作と伝えられる。1956年昭和31年（昭和31年）7月3日指定。
- 短刀・信国（附・葵紋合口拵）
延文2年（1357年）の銘があり、山城国の刀工・初代信国の作と伝えられる。1961年（昭和36年）7月25日指定。

### その他
1878年（明治11年）に暗殺された大久保利通が襲撃された際に乗っていた馬車が、大久保家により永代供養のため奉納されている。なおこの馬車は本殿と棟続きの五流会館に安置されている。

## アクセス
- JR瀬戸大橋線　植松駅より南西へ徒歩25分、木見駅より北へ徒歩20分
- 瀬戸中央自動車道　水島IC下車　東へ約5分